# Alice Panikian
Alice Panikian (bulgarisch Алис Паникян, armenisch Ալիսա Փանիկյան Alisa P’anikyan; * 23. Mai 1985 in Sofia, Bulgarien) ist ein kanadisches Model bulgarisch-armenischer Herkunft.
Alice Panikian wurde in Bulgarien geboren. Nach Kanada wanderte sie mit ihren Eltern ein, als sie fünf Jahre alt war. Am 21. März 2006 wurde sie zur Miss Universe Canada gekrönt und vertrat Kanada bei der Miss-Universe-Wahl im selben Jahr. 2007 sollte sie Kanada bei der Miss-International-Wahl repräsentierten, konnte jedoch aus terminlichen Gründen nicht teilnehmen. Sie studiert Englisch und Kommunikationswissenschaften an der York University in Toronto mit dem Ziel, Journalistin oder Moderatorin einer Fernseh-Talkshow zu werden.